# Sou

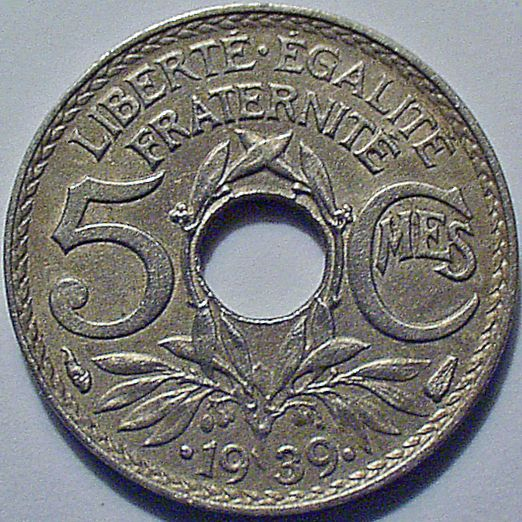
Poslední francouzský sou: 5 francouzských centimů

Sou (výsl. [su]) je francouzský výraz pro minci hodnoty 12 denierů. 

## Hodnota
Název sou je odvozen od solidu. V současné francouzštině se výraz sou používá pro minci malé hodnoty. Když platila francouzská livra, její hodnota se rovnala 20 sou.